# میرزا محمدرضا کلهر
میرزا محمدرضا خان کلهر (۱۲۰۸، گیلانغرب - ۲۹ مرداد ۱۲۷۱، تهران) از خوشنویسان صاحب‌نام خط نستعلیق در زمان قاجار بود. او از خوشنویسان پرآوازهٔ دوره ناصری و از نستعلیق‌نویسان مؤثر در تاریخ هنر ایران به‌شمار می‌رود که شیوه‌ای خاص در نستعلیق‌نویسی ایجاد کرد. این شیوه پس از او و تا زمان حاضر شیوهٔ رایج نستعلیق‌نویسی دوران معاصر محسوب می‌شود.

## زندگی
محمدرضا کلهر، فرزند محمدرحیم بیگ خمان جلودار فوج سواره رو ایل کلهر بود. خمان نام جد اول این طایفه است. به این خاطر که مادر او را در کوه و به حالت (خم شده) خمیده و در شرایط نامساعد (احتمالاً حمله راهزنان) به دنیا آورد؛ او را «خَمان» نامید به معنای (غمگین-غم دار) یا کسیکه مادر به (حالت خم شده) او را زاده باشد. در درگیری که بین ایل کلهر (به سردستگی پدر وی) با قشون دولتی روی داد میرزا هم حضور داشت و بعد به تصمیم پدر، پسران خانواده از طایفه هجرت کردند ابتدا به نفت شهر و سپس طهران قدیم مهاجرت کردند بدین ترتیب او در ابتدای ساکن شدن در طهران، برای در امان بودن نام عامهٔ «کلهر» را به جای نام پدری می‌آورد که بعدها هم بخاطر استعمال فراوان به نام اصلی و هنری وی در تاریخ هنر ایران ثبت و ضبط شد.
پسرش اسکندر هم‌زمان با مبتلا شدن پدر به بیماری وبا، توسط عمویش میرزا نوروز علی -میر شکار سلطنتی- به زادگاه مادری شیه رگ دیره نقل مکان نمود، این هجرت به دلیل شیوع وبا و قحطی همگانی بود که در تهران و نواحی اطراف رخ داد. سپس فرزندان و نوادگان وی: الهی خمان، ابراهیم اسکندری خمان و خوشنویس و مینیاتوریست معاصر سهراب اسکندری کلهر مهاجرت کردند.

## خوشنویسی
در نوجوانی به کار خوشنویسی رو آورد؛ طی حوادثی به تهران آمد و نزد میرزا محمد خوانساری شاگرد محمد مهدی تهرانی تعلیم خط گرفت. از آنجایی که از استادان خود پیشی گرفت از روی خطوط باقی‌مانده از میرعماد مشق کرد. حتی یکبار به اصفهان رفت تا از روی کتیبه معروف میرعماد در تکیه میرفندرسکی مشق کند. صاحبنظران این مشق‌ها و تلاش‌های شبانه‌روزی و جان‌فرسای کلهر را در خلقیات ویژه او می‌دانند که برخی معتقدند رفع عیوب فنی و زیباشناختی نستعلیق بود.
او افزون بر نستعلیق در شکسته نستعلیق نیز استاد بود. میرزا رضا چون در نستعلیق سرآمد شد و شهرت یافت ناصرالدین شاه قاجار او را احضار کرد و بسیار مورد توجه شاه قرار گرفت. حتی شاه اندکی شخصاً نزد وی مشق خط کرد. ناصرالدین شاه خواست که وی در وزارت انطباعات (وزارت چاپ) به کار گمارده شود اما از آنجایی که میرزا مردی بلندهمت و آزادمنش بود نپذیرفت و به کتابتی مختصر و دستمزدی اندک می‌ساخت. فقط یکبار که ناصرالدین شاه به مشهد می‌رفت به شوق زیارت حرم امام رضا در اردوی شاه ملازم شد. او در این سفر در ضمن سفر کار خوشنویسی روزنامه وقایع اتفاقیه را انجام می‌داد که به تدریج چاپ می‌شد. پس از بازگشت از خراسان با شیوع همگانی وبا در تهران، او هم مبتلا شد و در روز جمعه ۲۵ محرم الحرام سال ۱۳۱۰ در گورستانی در حسن آباد که اکنون محل آتش‌نشانی شهرداری تهران است به خاک سپرده شد.
در دوره قاجار با ظهور پدیده چاپ و چاپ سنگی و همچنین گسستگی ارتباط خوشنویسان با سلسله اساتید قدیمی در خط ایرانی به ویژه نستعلیق‌نویسی تغییراتی حاصل شد. از سویی جامعه‌ای که گام‌های نخست برای حرکت به‌سوی مدرن شدن را طی می‌کرد. خوشنویسی هم به سمت هنرهای کاربردی رفت و با این تحولات همراه شد. خوشنویسی ایرانی با از دست دادن مصرف اصلی آن یعنی کتابت و مواجهه با نیازهای جامعه مدرن در قرن اخیر روند تازه‌ای را دنبال کرد.
عبدالله مستوفی مدتی نزد میرزا رضا مشق خط می کرد نقل می کند 
عبدالله مستوفی— در تراش قلم هم تصرفى کرده بود، قلم را راست میتراشید و بعد از جانب چپ گوشهاى در میدان قلم ایجاد میکرد بطوریکه در تماس قلم با نوك انگشت سبابه بواسطۀ پیچى که در اول میدان قلم ایجاد میشد، دم قلم قدرى مورب روى کاغذ قرار میگرفت و بیشتر بفرمان نویسنده بود. پشت مقطع قلم را برنمیداشت و میگفت قوت قلم در پوست آنست، پوست آنرا که بردارند قلم زود کند شده و حاجت بتجدید قط پیدا خواهد کرد.فاق قلم را خیلى کم و کوتاه باز میکرد و حتى معتقد بود که فاق زیاد، قلم را شل میکند.در چاپنویس موئى هم لاى فاق قلم میگذاشت، قلم را با دو انگشت نر و سبابه میگرفت وانگشت میان و دو انگشت دیگر را تکیۀ انگشت نر میکرد و همیشه دو انگشت نر و سبابه او پینه داشت. گاهى که مدتى با قلم درشتتر مشق کرده و پینه انگشتها جادار شده بود، اگر میخواست قلم ریزتر بکار ببرد، پینۀ انگشتها را با چاقوى تیزى میگرفت. همیشه با کارد شکارى نوكباریک قلم میتراشید و صابون بکاغذ میمالید.

## ویژگی‌های فردی

سردیس میرزا محمدرضا کلهر، اثر هادی ضیاالدینی، در عمارت آصف وزیری، سنندج.

محمدرضا کلهر مردی تکیده با قدی متوسط بود که محاسنی کوتاه داشت که اندکی به سرخی می‌زد. میرزا رضا در جوانی به سبب زندگی ایلی به سوارکاری و تیراندازی تمایل داشت. از این رو مردی بنیه دار و نیرومند بود.
میرزا محمد رضا کلهر مردی پاکدامن، بلند نظر، هنردوست و خوش محضر بود و از لذایذ دنیا جز هنر خود به  چیزی علاقه‌ای نداشت. برخی از روزها هجده ساعت را صرف مشق خط می‌کرد و اغلب خط‌های خود را چون مناسب طبع بلند خود و دور از انتظارش نمی‌یافت محو می‌کرد و از بین می‌برد. بیشتر آنچه از او مانده رقم (امضاء) ندارد. او برای امرار معاش به کتابت چند کتاب پرداخته که خوشبختانه باقی مانده‌اند.

## آثار
محمدرضا کلهر با نگارش روزنامه‌هایی چون شرف و شرافت و کتاب‌هایی چون ریاض المحبین و فیض‌الدموع و سفرنامه‌های ناصرالدین شاه قاجار به خراسان نمونه‌هایی برای تمرین مشق در وسعت زیاد برای مشتاقان به‌جای گذاشت. او به جهت خوشنویسی بر روی سنگ و با مرکب غلیظ که برای چاپ سنگی اجتناب‌ناپذیر بود شیوه‌ای پدید آورد که حروف آن چاق و کشیده‌ها کوتاه بودند از آنجایی که ارتباط خوشنویسان در اواخر دوره قاجار با سلسله اساتید قدیمی قطع شده بود آثار چاپ شده محمدرضا کلهر سرمشق خوبی برای علاقه‌مندان به خط به‌شمار می‌رفت این شیوه تا هم‌اکنون شیوهٔ رایج و مطلوب بسیاری از خوشنویسان معاصر می‌باشد.
از مهم‌ترین آثار خطی او فیض‌الدَموع است که در کتابخانه سلطنتی ایران نگهداری می‌شده‌است.

## شاگردان
پس از کلهر عمادالکتاب سیفی قزوینی از آثار او مشق کرد و این شیوه را رواج داد. عمادالکتاب را می‌توان آخرین حلقه از سلسله استادان پیشین در خط دانست که از او «آداب المشقی» باقی ماند و همین او را به سلسله خوشنویسان معاصر متصل کرد.
از شاگردان مستقیم میرزا رضا کلهر میرزا زین العابدین شریفی قزوینی معروف به ملک الخطاطین است. از نظر اشاعه هنر خوشنویسی و شیوه خطاطی کلهر مهم‌ترین شاگرد او آقاسید مرتضی برغانی بود که سبک کلهر را به دو فرزند خود حسن میرخانی و حسین میرخانی آموزش داد. این دو استاد که با یک واسطه شاگرد کلهر محسوب می‌شوند با تأسیس انجمن خوشنویسان ایران در تعلیم خوشنویسان معاصر بسیار کوشیدند.

## نظر شاگردان
عبدالله مستوفی از شاگردان کلهر در کتاب خود «شرح زندگانی من» آورده: برادر بزرگترم و من از شاگردان استاد کلهر بودیم، او مردی ثابت قدم، گزیده گو و راست گفتار، خوش خلق، مهمان نواز و قانع به نیم نان خویش بود. او همیشه بر این احوالات نیکو بود و در حالیکه به راحتی و با زحمت کمتر می‌توانست کارمند وزارت چاپ و نشر شود (در مقطعی از طرف دربار و امیر کبیر به او پیشنهاد شد) اما او این درخواستها را رد می‌کرد. سوای این مطلب کلهر به اندک مواجب و مستمری که از شاگردان بدست می‌آورد قناعت می‌کرد تعداد شاگردان وی گاه به تعداد انگشتان یک دست نمی‌رسید در صورتی‌که شاه و دخترش، وزیران و خانواده‌های آنان و عامه مردم منت پذیر شاگردی در مکتب و محفل انس او بودند. گاهی اوقات که عصرگاه ما به درب منزل اجاره‌ای او در سنگلج برای مشق گرفتن می‌رفتیم می‌فهمیدیم که او و خانواده‌اش نهار نخورده چشم براه ما هستند تا از پول و مواجبی اندکی که می‌دهیم نهاری برای خانواده تهیه کنند. به مال دنیا بسیار بی‌توجه و بی‌میل بود و تمام عمرش را صرف مشق کردن نمود. نحوه مشق او هم منحصر بفرد بود: یک هفته تمرین حرف «ن ی» و دایره می‌کرد و یک هفته بعد هم به مشق «کشیدها و مدات» مشغول بودند بطوری‌که در صفحه مشق وی یک نقطه سفیدی باقی نمی‌ماند. او دوستان اندک و خاصی داشت در شاگرد گرفتن هم بسیار سختگیر و نمونه گزین بود. یکی از دوستان وی که دایم به او سرکشی می‌کرد هادی نجم‌آبادی بود که ایشان به‌همراه یارانش در هنگام مرگ کلهر را در حسن‌آباد به خاک سپردند.
سید مرتضی نجومی در کتاب «یادنامه محمدرضا کلهر» نوشته: 
... در مجلس انس و الفت استاد کلهر عشق موج می‌زند. آن عزیز همشهری من به چنان مرحله‌ای از خلوص و تهذیب نفسانیت دست یافته بود که جان داده بود و به جانان رسیده بود. اندک دوستان و هم صحبتان وی چند تن از خواص وقت همچون هادی نجم‌آبادی بوده‌اند. همیشه پیش از طلوع آفتاب برمی‌خیزد و هیچگاه نماز صبح و راز و نیاز با معبود خویش را قضا نمی‌کند به نیم نانی خرسند است و منت نمی‌کشد. هیچگاه پای آثارش را امضا نمی‌زند و بیشتر خطوطش را با آب شسته است چرا که ترجیح می‌داده که آب روان آن‌ها را پاک کند تا بدست... بیفتد. اندک آثاری از خط وی در دست است ولی همین هم غنیمت است آنکس که ورقی از دستنوشته‌های او را می‌خرد خرسند است چراکه اندک مالی داده و جان عالمی را خریده است (اگرچه میلیاردها میلیارد پرداخت کرده باشد، ایشان می‌افزایند :چرا بخود نبالم که من از رهروان راه پاک او و از دوستداران و همشهریان ایشان هستم....

## نگارخانه

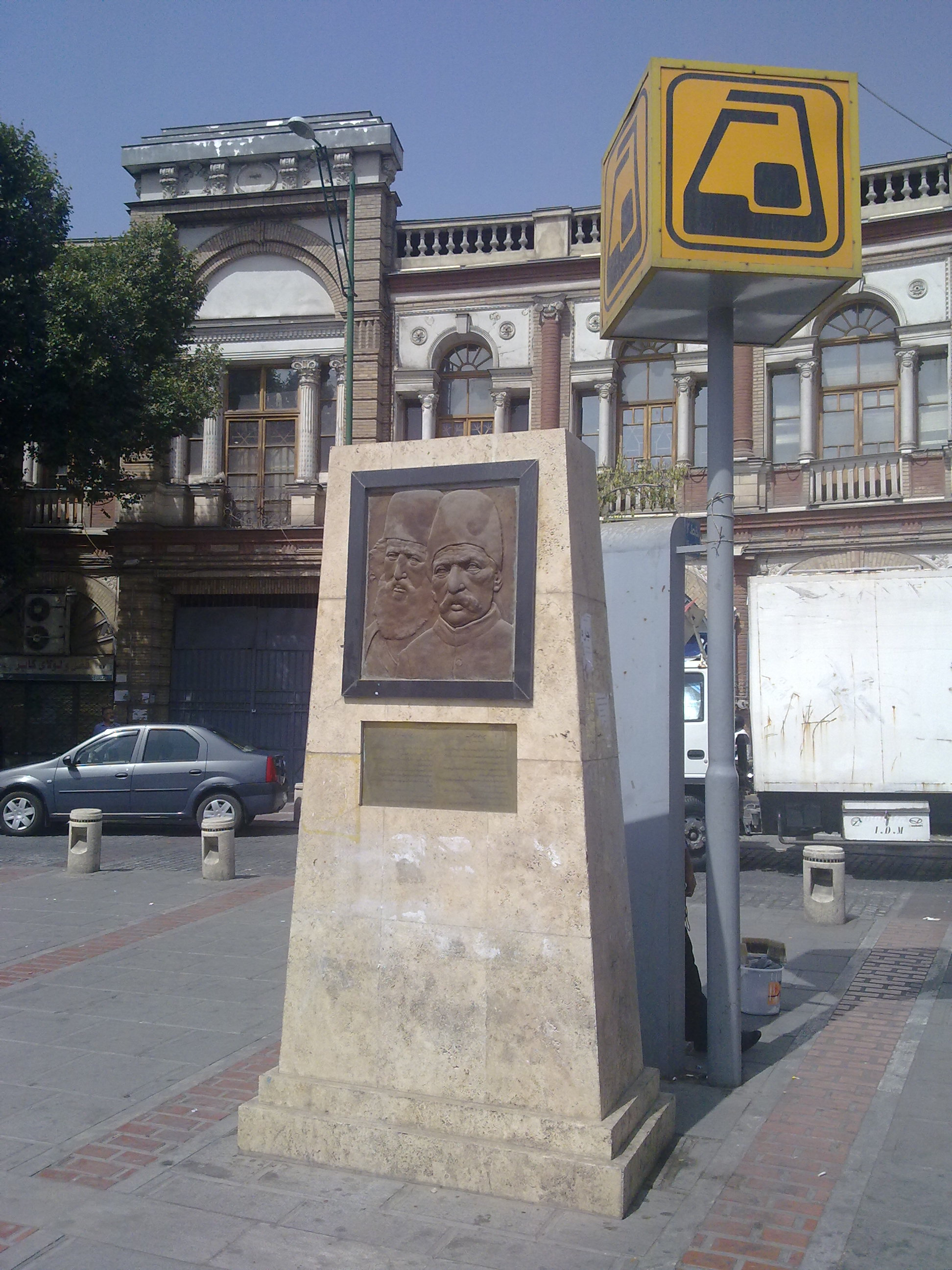
ستون یادبود میرزا محمدرضا کلهر و میرزا کوچک خان در میدان حسن‌آباد تهران
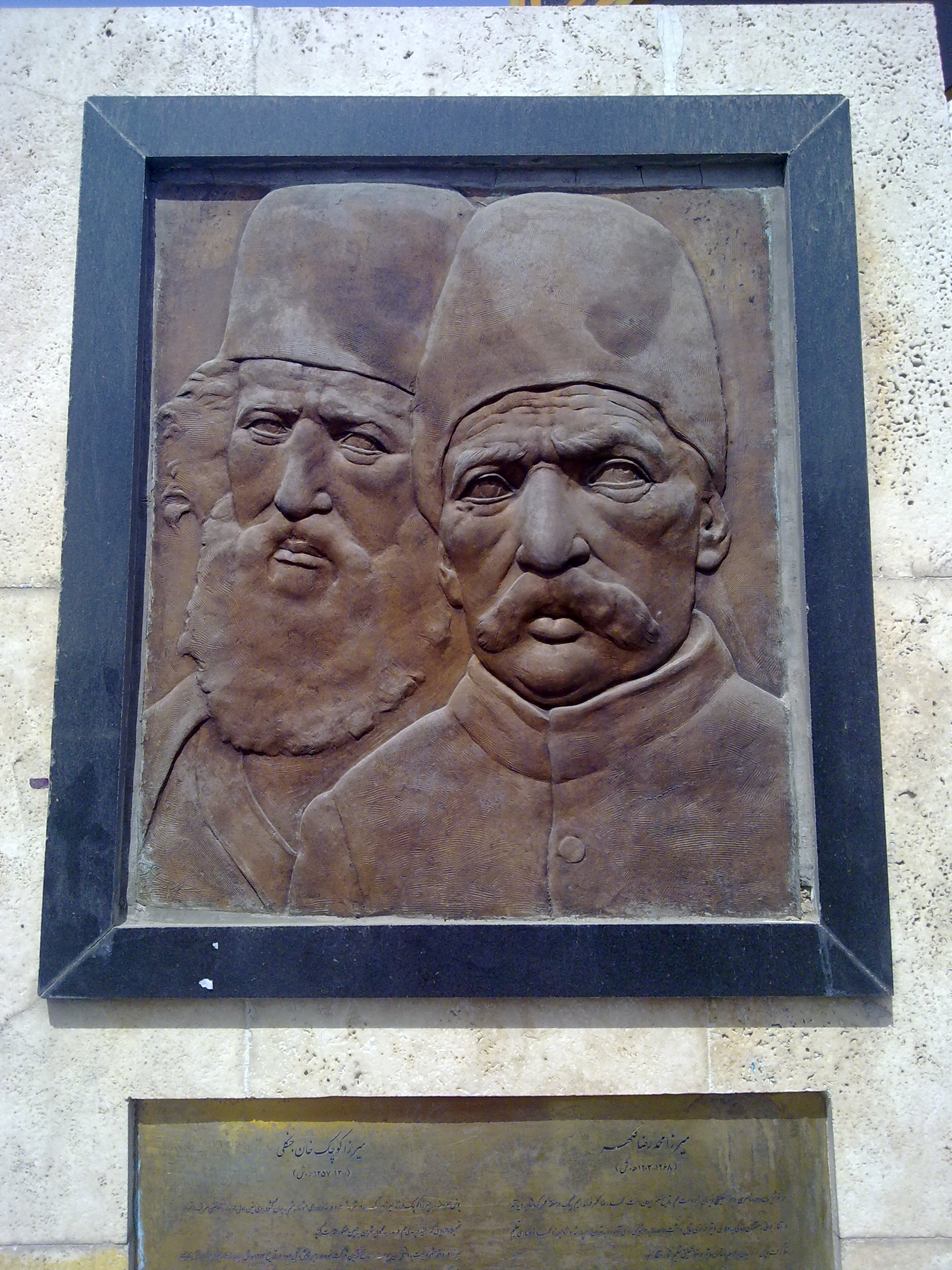
کتیبۀ روی ستون یادبود که تصویر میرزا محمدرضا کلهر و میرزا کوچک خان را نشان می‌دهد
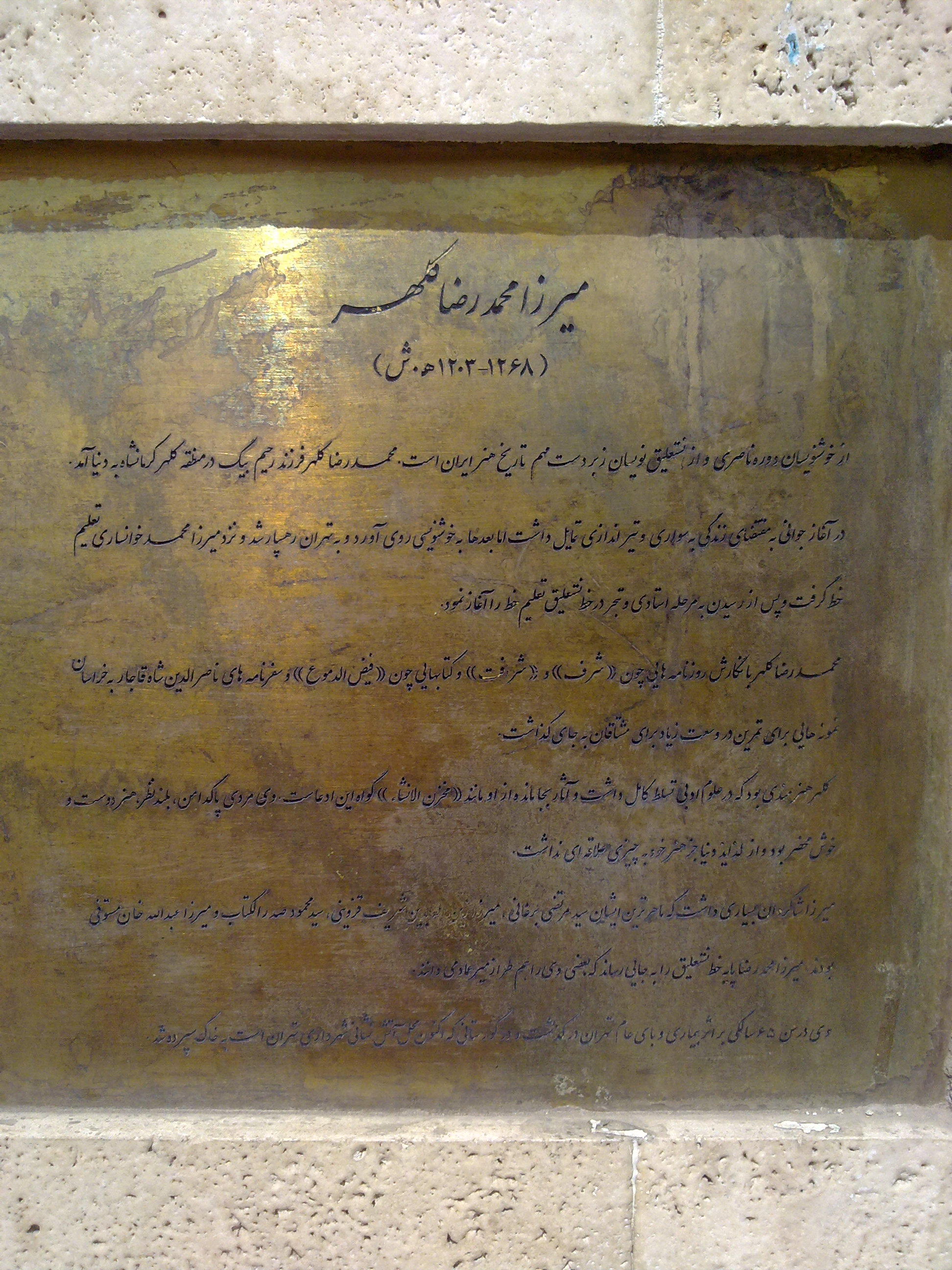
لوح یادبود میرزا محمدرضا کلهر و میرزا رضا کلهر بر روی ستون یادبود
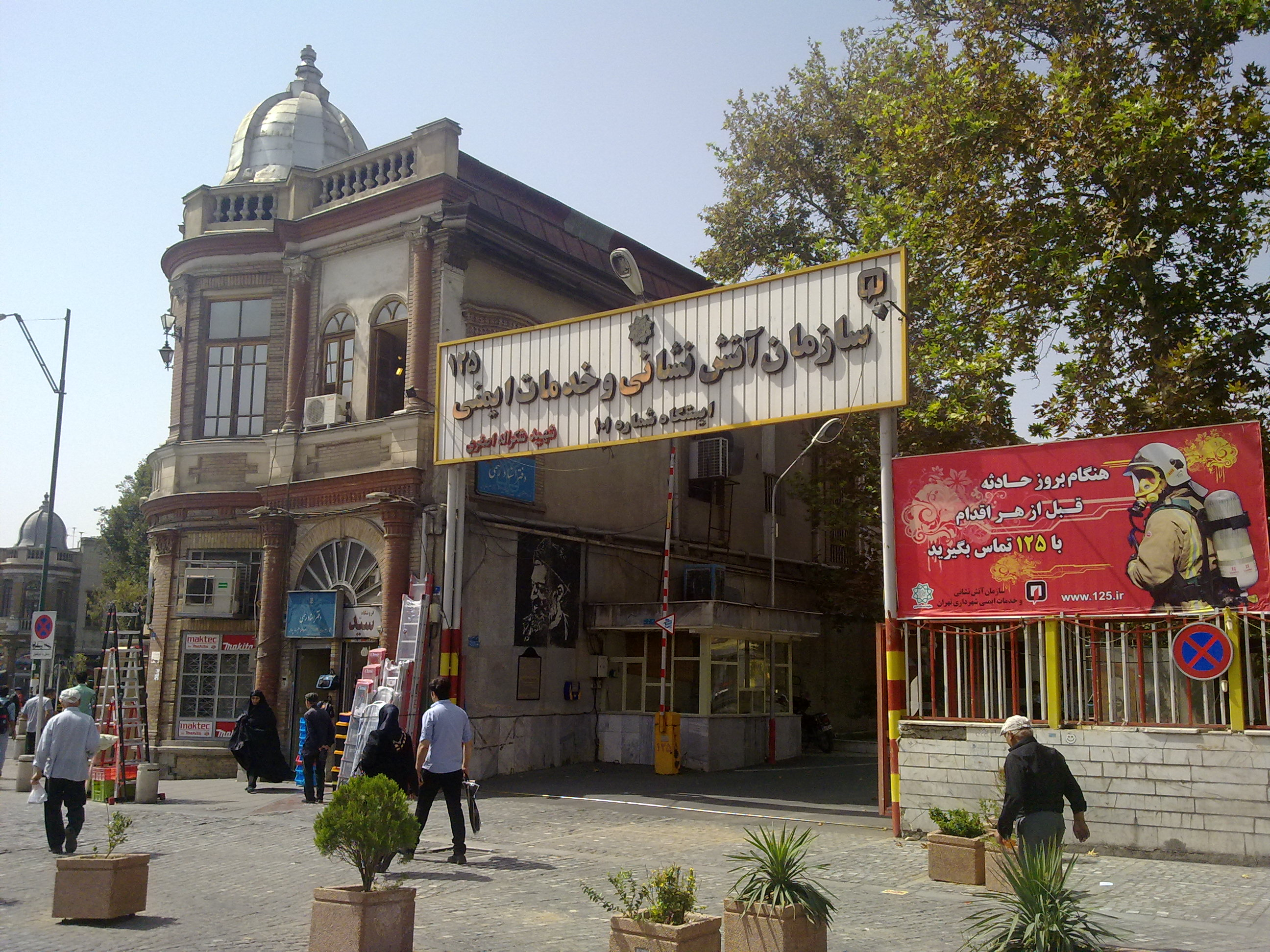
ایستگاه آتش‌نشانی میدان حسن‌آباد که بر روی قبرستانی قدیمی ساخته شده و قبر میرزا رضا کلهر در داخل آن قرار دارد.